# Anthony Cirelli
Anthony Cirelli, född 15 juli 1997, är en kanadensisk professionell ishockeyforward som spelar för Tampa Bay Lightning i National Hockey League (NHL).
Han har tidigare spelat för Syracuse Crunch i American Hockey League (AHL) och Oshawa Generals och Erie Otters i Ontario Hockey League (OHL).
Cirelli draftades av Tampa Bay Lightning i tredje rundan i 2015 års draft som 72:a spelare totalt.
Han vann Stanley Cup med Tampa Bay Lightning för säsongerna 2019–2020 och 2020–2021.

## Statistik
| 2012–2013  | Mississauga Reps U16 | GTHL       | 33  | 9  | 7   | 16  | 6   | —  | —  | —  | —  | —  |
| 2013–2014  | Mississauga Reps U18 | GTHL       | 31  | 10 | 18  | 28  | 6   | —  | —  | —  | —  | —  |
|            | Mississauga Chargers | OJHL       | 1   | 0  | 0   | 0   | 0   | 1  | 0  | 0  | 0  | 0  |
| 2014–2015  | Oshawa Generals      | OHL        | 68  | 13 | 23  | 36  | 22  | 21 | 2  | 8  | 10 | 4  |
| 2015–2016  | Oshawa Generals      | OHL        | 62  | 21 | 38  | 59  | 27  | 5  | 2  | 3  | 5  | 0  |
|            | Syracuse Crunch      | AHL        | 3   | 0  | 0   | 0   | 0   | —  | —  | —  | —  | —  |
| 2016–2017  | Oshawa Generals      | OHL        | 26  | 13 | 21  | 34  | 8   | —  | —  | —  | —  | —  |
|            | Erie Otters          | OHL        | 25  | 12 | 18  | 30  | 4   | 22 | 15 | 16 | 31 | 4  |
|            | Syracuse Crunch      | AHL        | —   | —  | —   | —   | —   | 6  | 0  | 0  | 0  | 6  |
| 2017–2018  | Tampa Bay Lightning  | NHL        | 18  | 5  | 6   | 11  | 6   | 17 | 2  | 1  | 3  | 4  |
|            | Syracuse Crunch      | AHL        | 51  | 14 | 23  | 37  | 14  | —  | —  | —  | —  | —  |
| 2018–2019  | Tampa Bay Lightning  | NHL        | 82  | 19 | 20  | 39  | 34  | 4  | 1  | 1  | 2  | 0  |
| 2019–2020  | Tampa Bay Lightning  | NHL        | 68  | 16 | 28  | 44  | 30  | 25 | 3  | 6  | 9  | 2  |
| 2020–2021  | Tampa Bay Lightning  | NHL        | 50  | 9  | 13  | 22  | 10  | 23 | 5  | 7  | 12 | 20 |
| 2021–2022  | Tampa Bay Lightning  | NHL        | 76  | 17 | 26  | 43  | 70  | 23 | 3  | 5  | 8  | 8  |
| 2022–2023  | Tampa Bay Lightning  | NHL        | 58  | 11 | 18  | 29  | 33  | 6  | 3  | 3  | 6  | 4  |
| NHL totalt | NHL totalt           | NHL totalt | 352 | 77 | 111 | 188 | 183 | 98 | 17 | 23 | 40 | 38 |
| AHL totalt | AHL totalt           | AHL totalt | 54  | 14 | 23  | 37  | 14  | 6  | 0  | 0  | 0  | 6  |
| OHL totalt | OHL totalt           | OHL totalt | 181 | 59 | 100 | 159 | 61  | 48 | 19 | 27 | 46 | 8  |

### Internationellt
| Källa: Uppdaterad: 2020-10-23 | Källa: Uppdaterad: 2020-10-23 | Källa: Uppdaterad: 2020-10-23 |         | Utv = Utvisningsminuter | Utv = Utvisningsminuter | Utv = Utvisningsminuter | Utv = Utvisningsminuter | Utv = Utvisningsminuter |
| År                            | Lag                           | Mästerskap                    | Matcher | Mål                     | Assists                 | Poäng                   | Utv                     |                         |
| ----------------------------- | ----------------------------- | ----------------------------- | ------- | ----------------------- | ----------------------- | ----------------------- | ----------------------- | ----------------------- |
| 2017                          | Kanada                        | JVM                           | 7       | 3                       | 4                       | 7                       | 2                       |                         |
| 2019                          | Kanada                        | VM                            | 10      | 3                       | 1                       | 4                       | 6                       |                         |
| Junior totalt                 | Junior totalt                 | Junior totalt                 | 7       | 3                       | 4                       | 7                       | 2                       |                         |
| Senior totalt                 | Senior totalt                 | Senior totalt                 | 10      | 3                       | 1                       | 4                       | 6                       |                         |